# Kvalspelet till Europamästerskapet i fotboll 2016 (grupp A)
Matcherna i Grupp A i kvalspelet till Europamästerskapet i fotboll 2016 spelades från 9 september 2014 till 13 oktober 2015. Totalt deltog sex landslag som tävlar om 2 direktplatser och en playoff-plats till Europamästerskapet i fotboll 2016.

## Tabell
| Nr | Lag           | S  | V | O | F | GM | IM | MS  | P  |
| -- | ------------- | -- | - | - | - | -- | -- | --- | -- |
| 1  | Tjeckien      | 10 | 7 | 1 | 2 | 19 | 14 | +5  | 22 |
| 2  | Island        | 10 | 6 | 2 | 2 | 17 | 6  | +11 | 20 |
| 3  | Turkiet       | 10 | 5 | 3 | 2 | 14 | 9  | +5  | 18 |
| 4  | Nederländerna | 10 | 4 | 1 | 5 | 17 | 14 | +3  | 13 |
| 5  | Kazakstan     | 10 | 1 | 2 | 7 | 7  | 18 | −11 | 5  |
| 6  | Lettland      | 10 | 0 | 5 | 5 | 6  | 19 | −13 | 5  |

## Matcher
| 1           | 9 september 2014 | Kazakstan | 0 – 0   | Lettland | Astana Arena                                            |                                                         |
| 22:00 UTC+6 | 22:00 UTC+6      |           | Rapport |          | Astana Publik: 10 200 Domare: Ivan Kružliak (Slovakien) | Astana Publik: 10 200 Domare: Ivan Kružliak (Slovakien) |
| 22:00 UTC+6 | 22:00 UTC+6      |           |         |          | Astana Publik: 10 200 Domare: Ivan Kružliak (Slovakien) | Astana Publik: 10 200 Domare: Ivan Kružliak (Slovakien) |
| 22:00 UTC+6 | 22:00 UTC+6      |           |         |          | Astana Publik: 10 200 Domare: Ivan Kružliak (Slovakien) | Astana Publik: 10 200 Domare: Ivan Kružliak (Slovakien) |

| 2           | 9 september 2014 | Tjeckien                            | 2 – 1           | Nederländerna      | Generali Arena                                        |                                                       |
| 20:45 UTC+2 | 20:45 UTC+2      | Bořek Dočkal 22′ Václav Pilař 90+1′ | (1 – 0) Rapport | 55′ Stefan de Vrij | Prag Publik: 17 946 Domare: Gianluca Rocchi (Italien) | Prag Publik: 17 946 Domare: Gianluca Rocchi (Italien) |
| 20:45 UTC+2 | 20:45 UTC+2      |                                     |                 |                    | Prag Publik: 17 946 Domare: Gianluca Rocchi (Italien) | Prag Publik: 17 946 Domare: Gianluca Rocchi (Italien) |
| 20:45 UTC+2 | 20:45 UTC+2      |                                     |                 |                    | Prag Publik: 17 946 Domare: Gianluca Rocchi (Italien) | Prag Publik: 17 946 Domare: Gianluca Rocchi (Italien) |

| 3           | 9 september 2014 | Island                                                               | 3 – 0           | Turkiet | Laugardalsvöllur                                      |                                                       |
| 18:45 UTC±0 | 18:45 UTC±0      | Jón Daði Böðvarsson 19′ Gylfi Sigurðsson 76′ Kolbeinn Sigþórsson 77′ | (1 – 0) Rapport |         | Reykjavik Publik: 8 811 Domare: Ivan Bebek (Kroatien) | Reykjavik Publik: 8 811 Domare: Ivan Bebek (Kroatien) |
| 18:45 UTC±0 | 18:45 UTC±0      |                                                                      |                 |         | Reykjavik Publik: 8 811 Domare: Ivan Bebek (Kroatien) | Reykjavik Publik: 8 811 Domare: Ivan Bebek (Kroatien) |
| 18:45 UTC±0 | 18:45 UTC±0      |                                                                      |                 |         | Reykjavik Publik: 8 811 Domare: Ivan Bebek (Kroatien) | Reykjavik Publik: 8 811 Domare: Ivan Bebek (Kroatien) |

| 4           | 10 oktober 2014 | Lettland | 0 – 0           | Island                                                      | Skonto stadions                                             |                                                             |
| 21:45 UTC+3 | 21:45 UTC+3     |          | (0 – 0) Rapport | 66′ Gylfi Sigurðsson 77′ Aron Gunnarsson 90′ Rúrik Gíslason | Riga Publik: 6 354 Domare: Robert Schörgenhofer (Österrike) | Riga Publik: 6 354 Domare: Robert Schörgenhofer (Österrike) |
| 21:45 UTC+3 | 21:45 UTC+3     |          |                 |                                                             | Riga Publik: 6 354 Domare: Robert Schörgenhofer (Österrike) | Riga Publik: 6 354 Domare: Robert Schörgenhofer (Österrike) |
| 21:45 UTC+3 | 21:45 UTC+3     |          |                 |                                                             | Riga Publik: 6 354 Domare: Robert Schörgenhofer (Österrike) | Riga Publik: 6 354 Domare: Robert Schörgenhofer (Österrike) |

| 5           | 10 oktober 2014 | Nederländerna                                                           | 0 – 0           | Kazakstan         | Amsterdam Arena                                        |                                                        |
| 20:45 UTC+2 | 20:45 UTC+2     | Klaas-Jan Huntelaar 62′ Ibrahim Afellay 82′ Robin van Persie 89′ (str.) | (0 – 1) Rapport | 17′ Rinat Abdulin | Amsterdam Publik: 47 500 Domare: Matej Jug (Slovenien) | Amsterdam Publik: 47 500 Domare: Matej Jug (Slovenien) |
| 20:45 UTC+2 | 20:45 UTC+2     |                                                                         |                 |                   | Amsterdam Publik: 47 500 Domare: Matej Jug (Slovenien) | Amsterdam Publik: 47 500 Domare: Matej Jug (Slovenien) |
| 20:45 UTC+2 | 20:45 UTC+2     |                                                                         |                 |                   | Amsterdam Publik: 47 500 Domare: Matej Jug (Slovenien) | Amsterdam Publik: 47 500 Domare: Matej Jug (Slovenien) |

| 6           | 10 oktober 2014 | Turkiet       | 1 – 2           | Tjeckien                         | Şükrü Saracoğlu Stadyumu                                 |                                                          |
| 21:45 UTC+3 | 21:45 UTC+3     | Umut Bulut 8′ | (1 – 1) Rapport | 15′ Tomáš Sivok 58′ Bořek Dočkal | Istanbul Publik: 24 007 Domare: Jonas Eriksson (Sverige) | Istanbul Publik: 24 007 Domare: Jonas Eriksson (Sverige) |
| 21:45 UTC+3 | 21:45 UTC+3     |               |                 |                                  | Istanbul Publik: 24 007 Domare: Jonas Eriksson (Sverige) | Istanbul Publik: 24 007 Domare: Jonas Eriksson (Sverige) |
| 21:45 UTC+3 | 21:45 UTC+3     |               |                 |                                  | Istanbul Publik: 24 007 Domare: Jonas Eriksson (Sverige) | Istanbul Publik: 24 007 Domare: Jonas Eriksson (Sverige) |

| 7           | 13 oktober 2014 | Kazakstan             | 2 – 4           | Tjeckien                                                              | Astana Arena                                               |                                                            |
| 22:00 UTC+6 | 22:00 UTC+6     | Logvinenko 84′, 90+1′ | (0 – 2) Rapport | 13′ Bořek Dočkal 44′ David Lafata 56′ Ladislav Krejčí 88′ Tomáš Necid | Astana Publik: 13 752 Domare: Mattias Gestranius (Finland) | Astana Publik: 13 752 Domare: Mattias Gestranius (Finland) |
| 22:00 UTC+6 | 22:00 UTC+6     |                       |                 |                                                                       | Astana Publik: 13 752 Domare: Mattias Gestranius (Finland) | Astana Publik: 13 752 Domare: Mattias Gestranius (Finland) |
| 22:00 UTC+6 | 22:00 UTC+6     |                       |                 |                                                                       | Astana Publik: 13 752 Domare: Mattias Gestranius (Finland) | Astana Publik: 13 752 Domare: Mattias Gestranius (Finland) |

| 8           | 13 oktober 2014 | Island                           | 2 – 0           | Nederländerna | Laugardalsvöllur                                                  |                                                                   |
| 18:45 UTC±0 | 18:45 UTC±0     | Gylfi Sigurðsson 10′ (str.), 42′ | (2 – 0) Rapport |               | Reykjavik Publik: 9 760 Domare: Carlos Velasco Carballo (Spanien) | Reykjavik Publik: 9 760 Domare: Carlos Velasco Carballo (Spanien) |
| 18:45 UTC±0 | 18:45 UTC±0     |                                  |                 |               | Reykjavik Publik: 9 760 Domare: Carlos Velasco Carballo (Spanien) | Reykjavik Publik: 9 760 Domare: Carlos Velasco Carballo (Spanien) |
| 18:45 UTC±0 | 18:45 UTC±0     |                                  |                 |               | Reykjavik Publik: 9 760 Domare: Carlos Velasco Carballo (Spanien) | Reykjavik Publik: 9 760 Domare: Carlos Velasco Carballo (Spanien) |

| 9           | 13 oktober 2014 | Lettland                   | 1 – 1           | Turkiet        | Skonto stadions                                     |                                                     |
| 21:45 UTC+3 | 21:45 UTC+3     | Valērijs Šabala 54′ (str.) | (0 – 0) Rapport | 47′ Bilal Kısa | Riga Publik: 6 442 Domare: Bobby Madden (Skottland) | Riga Publik: 6 442 Domare: Bobby Madden (Skottland) |
| 21:45 UTC+3 | 21:45 UTC+3     |                            |                 |                | Riga Publik: 6 442 Domare: Bobby Madden (Skottland) | Riga Publik: 6 442 Domare: Bobby Madden (Skottland) |
| 21:45 UTC+3 | 21:45 UTC+3     |                            |                 |                | Riga Publik: 6 442 Domare: Bobby Madden (Skottland) | Riga Publik: 6 442 Domare: Bobby Madden (Skottland) |

| 10          | 16 november 2014 | Nederländerna                                                                            | 6 – 0   | Lettland | Amsterdam Arena                                       |                                                       |
| 18:00 UTC+1 | 18:00 UTC+1      | Robin van Persie 6′ Arjen Robben 35′, 82′ Klaas-Jan Huntelaar 42′, 89′ Jeffrey Bruma 78′ | Rapport |          | Amsterdam Publik: 47 500 Domare: Liran Liary (Israel) | Amsterdam Publik: 47 500 Domare: Liran Liary (Israel) |
| 18:00 UTC+1 | 18:00 UTC+1      |                                                                                          |         |          | Amsterdam Publik: 47 500 Domare: Liran Liary (Israel) | Amsterdam Publik: 47 500 Domare: Liran Liary (Israel) |
| 18:00 UTC+1 | 18:00 UTC+1      |                                                                                          |         |          | Amsterdam Publik: 47 500 Domare: Liran Liary (Israel) | Amsterdam Publik: 47 500 Domare: Liran Liary (Israel) |

| 11          | 16 november 2014 | Tjeckien                                                | 2 – 1           | Island               | Doosan Arena                                           |                                                        |
| 20:45 UTC+1 | 20:45 UTC+1      | Pavel Kadeřábek 45+1′ Hannes Þór Halldórsson 61′ (sjm.) | (1 – 1) Rapport | 9′ Ragnar Sigurðsson | Plzeň Publik: 11 533 Domare: Wolfgang Stark (Tyskland) | Plzeň Publik: 11 533 Domare: Wolfgang Stark (Tyskland) |
| 20:45 UTC+1 | 20:45 UTC+1      |                                                         |                 |                      | Plzeň Publik: 11 533 Domare: Wolfgang Stark (Tyskland) | Plzeň Publik: 11 533 Domare: Wolfgang Stark (Tyskland) |
| 20:45 UTC+1 | 20:45 UTC+1      |                                                         |                 |                      | Plzeň Publik: 11 533 Domare: Wolfgang Stark (Tyskland) | Plzeň Publik: 11 533 Domare: Wolfgang Stark (Tyskland) |

| 12          | 16 november 2014 | Turkiet                                      | 3 – 1           | Kazakstan               | Türk Telekom Arena                                       |                                                          |
| 21:45 UTC+2 | 21:45 UTC+2      | Burak Yılmaz 26′ (str.), 29′ Serdar Aziz 83′ | (2 – 0) Rapport | 87′ (str.) Samat Smakov | Istanbul Publik: 27 549 Domare: Aleksei Eskov (Ryssland) | Istanbul Publik: 27 549 Domare: Aleksei Eskov (Ryssland) |
| 21:45 UTC+2 | 21:45 UTC+2      |                                              |                 |                         | Istanbul Publik: 27 549 Domare: Aleksei Eskov (Ryssland) | Istanbul Publik: 27 549 Domare: Aleksei Eskov (Ryssland) |
| 21:45 UTC+2 | 21:45 UTC+2      |                                              |                 |                         | Istanbul Publik: 27 549 Domare: Aleksei Eskov (Ryssland) | Istanbul Publik: 27 549 Domare: Aleksei Eskov (Ryssland) |

| 13          | 28 mars 2015 | Kazakstan | 0 – 3           | Island                                           | Astana Arena                                                     |                                                                  |
| 21:00 UTC+6 | 21:00 UTC+6  |           | (0 – 2) Rapport | 20′ Eiður Guðjohnsen 32′, 90+1′ Birkir Bjarnason | Astana Publik: 13 182 Domare: Anastasios Sidiropoulos (Grekland) | Astana Publik: 13 182 Domare: Anastasios Sidiropoulos (Grekland) |
| 21:00 UTC+6 | 21:00 UTC+6  |           |                 |                                                  | Astana Publik: 13 182 Domare: Anastasios Sidiropoulos (Grekland) | Astana Publik: 13 182 Domare: Anastasios Sidiropoulos (Grekland) |
| 21:00 UTC+6 | 21:00 UTC+6  |           |                 |                                                  | Astana Publik: 13 182 Domare: Anastasios Sidiropoulos (Grekland) | Astana Publik: 13 182 Domare: Anastasios Sidiropoulos (Grekland) |

| 14          | 28 mars 2015 | Tjeckien         | 1 – 1           | Lettland               | Eden Arena                                                     |                                                                |
| 18:00 UTC+1 | 18:00 UTC+1  | Václav Pilař 90′ | (0 – 1) Rapport | 30′ Aleksejs Višņakovs | Prag Publik: 13 722 Domare: Javier Estrada Fernández (Spanien) | Prag Publik: 13 722 Domare: Javier Estrada Fernández (Spanien) |
| 18:00 UTC+1 | 18:00 UTC+1  |                  |                 |                        | Prag Publik: 13 722 Domare: Javier Estrada Fernández (Spanien) | Prag Publik: 13 722 Domare: Javier Estrada Fernández (Spanien) |
| 18:00 UTC+1 | 18:00 UTC+1  |                  |                 |                        | Prag Publik: 13 722 Domare: Javier Estrada Fernández (Spanien) | Prag Publik: 13 722 Domare: Javier Estrada Fernández (Spanien) |

| 15          | 28 mars 2015 | Nederländerna             | 1 – 1           | Turkiet          | Amsterdam Arena                                         |                                                         |
| 20:45 UTC+1 | 20:45 UTC+1  | Klaas-Jan Huntelaar 90+2′ | (0 – 1) Rapport | 37′ Burak Yılmaz | Amsterdam Publik: 49 500 Domare: Felix Brych (Tyskland) | Amsterdam Publik: 49 500 Domare: Felix Brych (Tyskland) |
| 20:45 UTC+1 | 20:45 UTC+1  |                           |                 |                  | Amsterdam Publik: 49 500 Domare: Felix Brych (Tyskland) | Amsterdam Publik: 49 500 Domare: Felix Brych (Tyskland) |
| 20:45 UTC+1 | 20:45 UTC+1  |                           |                 |                  | Amsterdam Publik: 49 500 Domare: Felix Brych (Tyskland) | Amsterdam Publik: 49 500 Domare: Felix Brych (Tyskland) |

| 16          | 12 juni 2015 | Kazakstan | 0 – 1           | Turkiet        | Astana Arena                                           |                                                        |
| 22:00 UTC+6 | 22:00 UTC+6  |           | (0 – 0) Rapport | 83′ Arda Turan | Astana Publik: 25 125 Domare: Michael Oliver (England) | Astana Publik: 25 125 Domare: Michael Oliver (England) |
| 22:00 UTC+6 | 22:00 UTC+6  |           |                 |                | Astana Publik: 25 125 Domare: Michael Oliver (England) | Astana Publik: 25 125 Domare: Michael Oliver (England) |
| 22:00 UTC+6 | 22:00 UTC+6  |           |                 |                | Astana Publik: 25 125 Domare: Michael Oliver (England) | Astana Publik: 25 125 Domare: Michael Oliver (England) |

| 17          | 12 juni 2015 | Island                                      | 2 – 1           | Tjeckien         | Laugardalsvöllur                                           |                                                            |
| 18:45 UTC±0 | 18:45 UTC±0  | Aron Gunnarsson 60′ Kolbeinn Sigþórsson 76′ | (0 – 0) Rapport | 55′ Bořek Dočkal | Reykjavik Publik: 9 767 Domare: William Collum (Skottland) | Reykjavik Publik: 9 767 Domare: William Collum (Skottland) |
| 18:45 UTC±0 | 18:45 UTC±0  |                                             |                 |                  | Reykjavik Publik: 9 767 Domare: William Collum (Skottland) | Reykjavik Publik: 9 767 Domare: William Collum (Skottland) |
| 18:45 UTC±0 | 18:45 UTC±0  |                                             |                 |                  | Reykjavik Publik: 9 767 Domare: William Collum (Skottland) | Reykjavik Publik: 9 767 Domare: William Collum (Skottland) |

| 18          | 12 juni 2015 | Lettland | 0 – 2           | Nederländerna                                | Skonto stadions                                     |                                                     |
| 21:45 UTC+3 | 21:45 UTC+3  |          | (0 – 0) Rapport | 67′ Georginio Wijnaldum 71′ Luciano Narsingh | Riga Publik: 8 067 Domare: Sven Oddvar Moen (Norge) | Riga Publik: 8 067 Domare: Sven Oddvar Moen (Norge) |
| 21:45 UTC+3 | 21:45 UTC+3  |          |                 |                                              | Riga Publik: 8 067 Domare: Sven Oddvar Moen (Norge) | Riga Publik: 8 067 Domare: Sven Oddvar Moen (Norge) |
| 21:45 UTC+3 | 21:45 UTC+3  |          |                 |                                              | Riga Publik: 8 067 Domare: Sven Oddvar Moen (Norge) | Riga Publik: 8 067 Domare: Sven Oddvar Moen (Norge) |

| 19          | 3 september 2015 | Tjeckien             | 2 – 1           | Kazakstan            | Doosan Arena                                                |                                                             |
| 20:45 UTC+2 | 20:45 UTC+2      | Milan Škoda 74′, 86′ | (0 – 1) Rapport | 21′ Jurij Logvinenko | Plzeň Publik: 10 572 Domare: Martin Strömbergsson (Sverige) | Plzeň Publik: 10 572 Domare: Martin Strömbergsson (Sverige) |
| 20:45 UTC+2 | 20:45 UTC+2      |                      |                 |                      | Plzeň Publik: 10 572 Domare: Martin Strömbergsson (Sverige) | Plzeň Publik: 10 572 Domare: Martin Strömbergsson (Sverige) |
| 20:45 UTC+2 | 20:45 UTC+2      |                      |                 |                      | Plzeň Publik: 10 572 Domare: Martin Strömbergsson (Sverige) | Plzeň Publik: 10 572 Domare: Martin Strömbergsson (Sverige) |

| 20          | 3 september 2015 | Nederländerna | 0 – 1           | Island                      | Amsterdam Arena                                          |                                                          |
| 20:45 UTC+2 | 20:45 UTC+2      |               | (0 – 0) Rapport | 51′ (str.) Gylfi Sigurðsson | Amsterdam Publik: 50 275 Domare: Milorad Mažić (Serbien) | Amsterdam Publik: 50 275 Domare: Milorad Mažić (Serbien) |
| 20:45 UTC+2 | 20:45 UTC+2      |               |                 |                             | Amsterdam Publik: 50 275 Domare: Milorad Mažić (Serbien) | Amsterdam Publik: 50 275 Domare: Milorad Mažić (Serbien) |
| 20:45 UTC+2 | 20:45 UTC+2      |               |                 |                             | Amsterdam Publik: 50 275 Domare: Milorad Mažić (Serbien) | Amsterdam Publik: 50 275 Domare: Milorad Mažić (Serbien) |

| 21          | 3 september 2015 | Turkiet         | 1 – 1           | Lettland              | Torku Arena                                               |                                                           |
| 21:45 UTC+3 | 21:45 UTC+3      | Selçuk İnan 77′ | (0 – 0) Rapport | 90+1′ Valērijs Šabala | Konya Publik: 35 900 Domare: Stefan Johannesson (Sverige) | Konya Publik: 35 900 Domare: Stefan Johannesson (Sverige) |
| 21:45 UTC+3 | 21:45 UTC+3      |                 |                 |                       | Konya Publik: 35 900 Domare: Stefan Johannesson (Sverige) | Konya Publik: 35 900 Domare: Stefan Johannesson (Sverige) |
| 21:45 UTC+3 | 21:45 UTC+3      |                 |                 |                       | Konya Publik: 35 900 Domare: Stefan Johannesson (Sverige) | Konya Publik: 35 900 Domare: Stefan Johannesson (Sverige) |

| 22          | 6 september 2015 | Lettland           | 1 – 2           | Tjeckien                                | Skonto stadions                                     |                                                     |
| 19:00 UTC+3 | 19:00 UTC+3      | Artūrs Zjuzins 73′ | (0 – 2) Rapport | 13′ David Limberský 25′ Vladimír Darida | Riga Publik: 7 913 Domare: Deniz Aytekin (Tyskland) | Riga Publik: 7 913 Domare: Deniz Aytekin (Tyskland) |
| 19:00 UTC+3 | 19:00 UTC+3      |                    |                 |                                         | Riga Publik: 7 913 Domare: Deniz Aytekin (Tyskland) | Riga Publik: 7 913 Domare: Deniz Aytekin (Tyskland) |
| 19:00 UTC+3 | 19:00 UTC+3      |                    |                 |                                         | Riga Publik: 7 913 Domare: Deniz Aytekin (Tyskland) | Riga Publik: 7 913 Domare: Deniz Aytekin (Tyskland) |

| 23          | 6 september 2015 | Turkiet                                            | 3 – 0           | Nederländerna | Torku Arena                                                |                                                            |
| 19:00 UTC+3 | 19:00 UTC+3      | Oğuzhan Özyakup 8′ Arda Turan 26′ Burak Yılmaz 86′ | (2 – 0) Rapport |               | Konya Publik: 41 007 Domare: Antonio Mateu Lahoz (Spanien) | Konya Publik: 41 007 Domare: Antonio Mateu Lahoz (Spanien) |
| 19:00 UTC+3 | 19:00 UTC+3      |                                                    |                 |               | Konya Publik: 41 007 Domare: Antonio Mateu Lahoz (Spanien) | Konya Publik: 41 007 Domare: Antonio Mateu Lahoz (Spanien) |
| 19:00 UTC+3 | 19:00 UTC+3      |                                                    |                 |               | Konya Publik: 41 007 Domare: Antonio Mateu Lahoz (Spanien) | Konya Publik: 41 007 Domare: Antonio Mateu Lahoz (Spanien) |

| 24          | 6 september 2015 | Island | 0 – 0   | Kazakstan | Laugardalsvöllur                                           |                                                            |
| 18:45 UTC±0 | 18:45 UTC±0      |        | Rapport |           | Reykjavik Publik: 9 767 Domare: Yevhen Aranovsky (Ukraina) | Reykjavik Publik: 9 767 Domare: Yevhen Aranovsky (Ukraina) |
| 18:45 UTC±0 | 18:45 UTC±0      |        |         |           | Reykjavik Publik: 9 767 Domare: Yevhen Aranovsky (Ukraina) | Reykjavik Publik: 9 767 Domare: Yevhen Aranovsky (Ukraina) |
| 18:45 UTC±0 | 18:45 UTC±0      |        |         |           | Reykjavik Publik: 9 767 Domare: Yevhen Aranovsky (Ukraina) | Reykjavik Publik: 9 767 Domare: Yevhen Aranovsky (Ukraina) |

| 25          | 10 oktober 2015 | Island                                      | 2 – 2           | Lettland                                 | Laugardalsvöllur                                         |                                                          |
| 16:00 UTC±0 | 16:00 UTC±0     | Kolbeinn Sigþórsson 5′ Gylfi Sigurðsson 27′ | (2 – 0) Rapport | 49′ Aleksandrs Cauņa 68′ Valērijs Šabala | Reykjavik Publik: 9 767 Domare: Aleksei Eskov (Ryssland) | Reykjavik Publik: 9 767 Domare: Aleksei Eskov (Ryssland) |
| 16:00 UTC±0 | 16:00 UTC±0     |                                             |                 |                                          | Reykjavik Publik: 9 767 Domare: Aleksei Eskov (Ryssland) | Reykjavik Publik: 9 767 Domare: Aleksei Eskov (Ryssland) |
| 16:00 UTC±0 | 16:00 UTC±0     |                                             |                 |                                          | Reykjavik Publik: 9 767 Domare: Aleksei Eskov (Ryssland) | Reykjavik Publik: 9 767 Domare: Aleksei Eskov (Ryssland) |

| 26          | 10 oktober 2015 | Kazakstan           | 1 – 2           | Nederländerna                               | Astana Arena                                             |                                                          |
| 22:00 UTC+6 | 22:00 UTC+6     | Islambek Kuat 90+6′ | (0 – 1) Rapport | 33′ Georginio Wijnaldum 50′ Wesley Sneijder | Astana Publik: 20 716 Domare: Clément Turpin (Frankrike) | Astana Publik: 20 716 Domare: Clément Turpin (Frankrike) |
| 22:00 UTC+6 | 22:00 UTC+6     |                     |                 |                                             | Astana Publik: 20 716 Domare: Clément Turpin (Frankrike) | Astana Publik: 20 716 Domare: Clément Turpin (Frankrike) |
| 22:00 UTC+6 | 22:00 UTC+6     |                     |                 |                                             | Astana Publik: 20 716 Domare: Clément Turpin (Frankrike) | Astana Publik: 20 716 Domare: Clément Turpin (Frankrike) |

| 27          | 10 oktober 2015 | Tjeckien | 0 – 2           | Turkiet                                     | Generali Arena                                        |                                                       |
| 20:45 UTC+2 | 20:45 UTC+2     |          | (0 – 0) Rapport | 62′ (str.) Selçuk İnan 80′ Hakan Çalhanoğlu | Prag Publik: 17 190 Domare: Martin Atkinson (England) | Prag Publik: 17 190 Domare: Martin Atkinson (England) |
| 20:45 UTC+2 | 20:45 UTC+2     |          |                 |                                             | Prag Publik: 17 190 Domare: Martin Atkinson (England) | Prag Publik: 17 190 Domare: Martin Atkinson (England) |
| 20:45 UTC+2 | 20:45 UTC+2     |          |                 |                                             | Prag Publik: 17 190 Domare: Martin Atkinson (England) | Prag Publik: 17 190 Domare: Martin Atkinson (England) |

| 28          | 13 oktober 2015 | Lettland | 0 – 1           | Kazakstan         | Skonto stadions                                      |                                                      |
| 21:45 UTC+3 | 21:45 UTC+3     |          | (0 – 0) Rapport | 65′ Islambek Kuat | Riga Publik: 7 027 Domare: Steven McLean (Skottland) | Riga Publik: 7 027 Domare: Steven McLean (Skottland) |
| 21:45 UTC+3 | 21:45 UTC+3     |          |                 |                   | Riga Publik: 7 027 Domare: Steven McLean (Skottland) | Riga Publik: 7 027 Domare: Steven McLean (Skottland) |
| 21:45 UTC+3 | 21:45 UTC+3     |          |                 |                   | Riga Publik: 7 027 Domare: Steven McLean (Skottland) | Riga Publik: 7 027 Domare: Steven McLean (Skottland) |

| 29          | 13 oktober 2015 | Nederländerna                                | 2 – 3           | Tjeckien                                                        | Amsterdam Arena                                            |                                                            |
| 20:45 UTC+2 | 20:45 UTC+2     | Klaas-Jan Huntelaar 70′ Robin van Persie 83′ | (0 – 2) Rapport | 24′ Pavel Kadeřábek 35′ Josef Šural 66′ (sjm.) Robin van Persie | Amsterdam Publik: 48 000 Domare: Damir Skomina (Slovenien) | Amsterdam Publik: 48 000 Domare: Damir Skomina (Slovenien) |
| 20:45 UTC+2 | 20:45 UTC+2     |                                              |                 |                                                                 | Amsterdam Publik: 48 000 Domare: Damir Skomina (Slovenien) | Amsterdam Publik: 48 000 Domare: Damir Skomina (Slovenien) |
| 20:45 UTC+2 | 20:45 UTC+2     |                                              |                 |                                                                 | Amsterdam Publik: 48 000 Domare: Damir Skomina (Slovenien) | Amsterdam Publik: 48 000 Domare: Damir Skomina (Slovenien) |

| 30          | 13 oktober 2015 | Turkiet         | 1 – 0           | Island | Torku Arena                                            |                                                        |
| 21:45 UTC+3 | 21:45 UTC+3     | Selçuk İnan 89′ | (0 – 0) Rapport |        | Konya Publik: 39 404 Domare: Gianluca Rocchi (Italien) | Konya Publik: 39 404 Domare: Gianluca Rocchi (Italien) |
| 21:45 UTC+3 | 21:45 UTC+3     |                 |                 |        | Konya Publik: 39 404 Domare: Gianluca Rocchi (Italien) | Konya Publik: 39 404 Domare: Gianluca Rocchi (Italien) |
| 21:45 UTC+3 | 21:45 UTC+3     |                 |                 |        | Konya Publik: 39 404 Domare: Gianluca Rocchi (Italien) | Konya Publik: 39 404 Domare: Gianluca Rocchi (Italien) |